# Shibataea
Shibataea là một chi thực vật có hoa trong họ Hòa thảo (Poaceae).

## Loài
Chi Shibataea gồm các loài: